# Nueve
Nueve, anteriormente chamada de Gala TV (cujo indicativo de sinal é XEQ-TDT; estilizado como NU9VE desde 2018), é uma estação de televisão privada mexicana e uma das emissoras da empresa Televisa. No interior da República Mexicana, se encontro uma rede de estações de televisão regionais, tanto da Televisa Regional como independentes, que retransmitem parcialmente a programação, já que produzem conteúdos locais, é um canal com cobertura seminacional.
A Gala TV, em geral, transmite programas antigos da Televisa como telenovelas, comédias e talk shows. Também transmite programação de outras redes como Univision, UniMás, RCN e Venevisión, entre outras. Nos finais de semana, a Gala TV transmite, em geral, filmes mexicanos da época de ouro; também transmite programação esportiva, assim como eventos especais tais como o Miss Universo e o Óscar.
Ele também é o canal responsável por receber a programação de séries infantis e juvenis do Canal 5, quando há um grande evento esportivo coberto pela Televisa, como as Olimpíadas ou algum mundial de futebol, a fim de ocupar a maioria da transmissão do Canal 5 na cobertura esportiva, aumentando o canal de abastecimento durante esse tempo. No final do evento, a Gala TV retorna à programação normal.

## História
O canal, com o prefixo original XHTM-TV, iniciou suas transmissões regulares em 1 de setembro de 1968 no canal 8 da televisão na Cidade do México, operado por um grupo conformado pelo produtor cinematográfico Manuel Barbachano Ponce, pelo diretor do Núcleo Radio Mil, Guillermo Salas Peyró e Gabriel Alarcón, diretor do El Heraldo de México, posteriormente se integrou a sociedade da empresa Televisión Independiente de México (TIM), pertencente ao Grupo Alfa com sede em Monterrey.
Em 1972, a pedido do presidente Luis Echeverría Álvarez, a Televisión Independiente de México se fundiu com a sua rival Telesistema Mexicano, dando origem a Televisa.
Para o ano de 1985, o canal 8 se mudou para o canal 9, adotando o prefixo XEQ-TV, em seguida, até que eles identificaram uma estação retransmissora no canal 2 em Altzomoni, Estado do México, para dar espaço técnico para o canal 7 da Cidade do México; ⁣ desta forma, mudou o seu indicativo para XEQ-TV. É quando, por ordem de Emilio Azcárraga Milmo, o Canal 9 dedicou-se a totalidade de sua programação a temas educativos e culturais. Alguns de sus programas foram El Tiempo de filmoteca de la UNAM, apresentado por Lisa Owen, que apresentava filmes estrangeiros considerados cinema de arte; séries do National Geographic; e os concertos de música como o Estudio 54. Foi o primeiro canal de televisão do mundo, de cobertura regional (em sinal aberto e gratuito) dedicado integramente a cultura, sem anúncios comerciais pagos.
A Televisa manteve o canal sem publicidade até 1991, quando voltou a ser um canal comercial, com a mesma rotação que teve seu predecessor Canal 8 de 1968 até 1983, com o slogan "El canal de la família mexicana" (literalmente, "O canal da família mexicana"). Suas transmissões consistiam principalmente de filmes mexicanos, programas de opinião e telenovelas sul-americanas. Em 1993, durante a gestão de Carlos Salinas de Gortari como presidente do México, a Televisa recebeu a aprovação para inaugurar 62 novas estações, no qual permitiu o aumento significativo da cobertura do Canal 9 dentro do território mexicano.
Em 20 de maio de 2001, o Canal 9 passa a se identificar como Galavisión, mudando seu logotipo, lunetas consistia em 9 cores diferentes que formam um losango. As cores, respeitando a ordem quadrática, eram: rosa, turquesa, amarelo, verde, laranja, vermelho, roxo, azul e celeste.
Em 15 de abril de 2013, mudou de nome para Gala TV, ao incluir programas de outras áreas da estação de televisão a que pertence e padronizar as transmissões de suas afiliadas regionais.

## Programação
A grade de programação da Gala TV apresenta principalmente reapresentações das principais telenovelas mexicanas, reprises de séries da Televisa, futebol e luta livre. Em 18 de março de 2008, foi anuncio que um acordo entre a Televisa e a NBCUniversal no qual a Galavisión iria transmitir programas da rede Telemundo na Galavisión bem como em canais selecionados da Sky México e Cablevision, inIciando em abril de 2008.